# Acleris nigrilineana
Acleris nigrilineana (лат.) — вид бабочек из семейства листовёрток. В статусе данного таксона как вида есть сомнения: вероятно, данный вид всего лишь отклоняющаяся форма листовёртки плоской еловой. Распространён в Фенноскандии, Дании, Польше, Прибалтике, на западе Европейской части России, на юге Приморского края, в Японии (Хоккайдо, Хонсю, Кюсю) и Корейском полуострове. Гусеницы живут в сплетённых убежищах из хвоинок пихты сахалинской, пихты и ели. Размах крыльев бабочек 20—22 мм.